# Rocca di Orino
La Rocca di Orino è un'antica fortezza, posta a nord-est dell'omonimo comune, a 540 metri di altitudine. Essa giace su di uno sperone roccioso che garantisce un'ottima visibilità su tutta la Valcuvia.

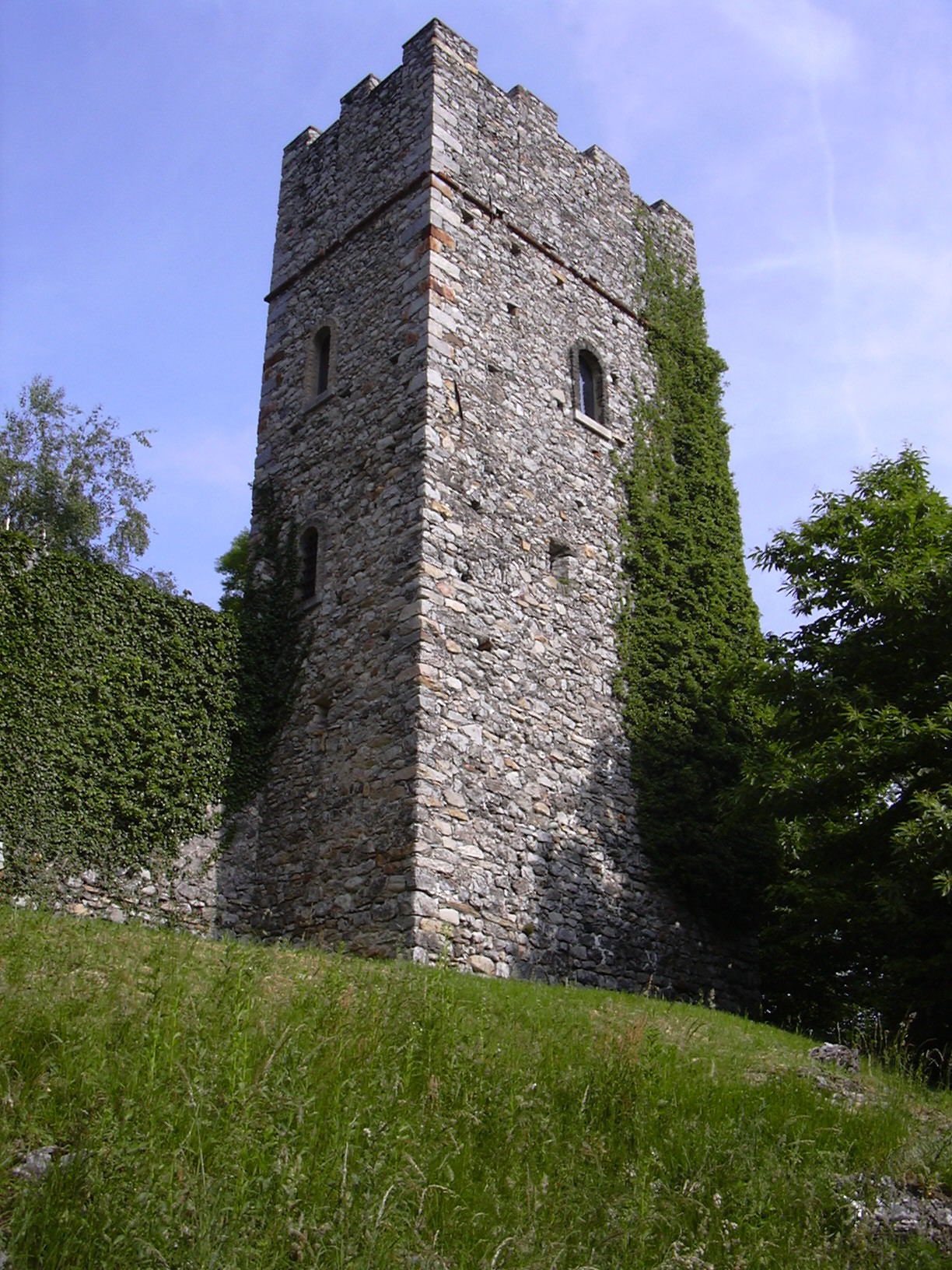
La torre Nord-Est vista dall'esterno

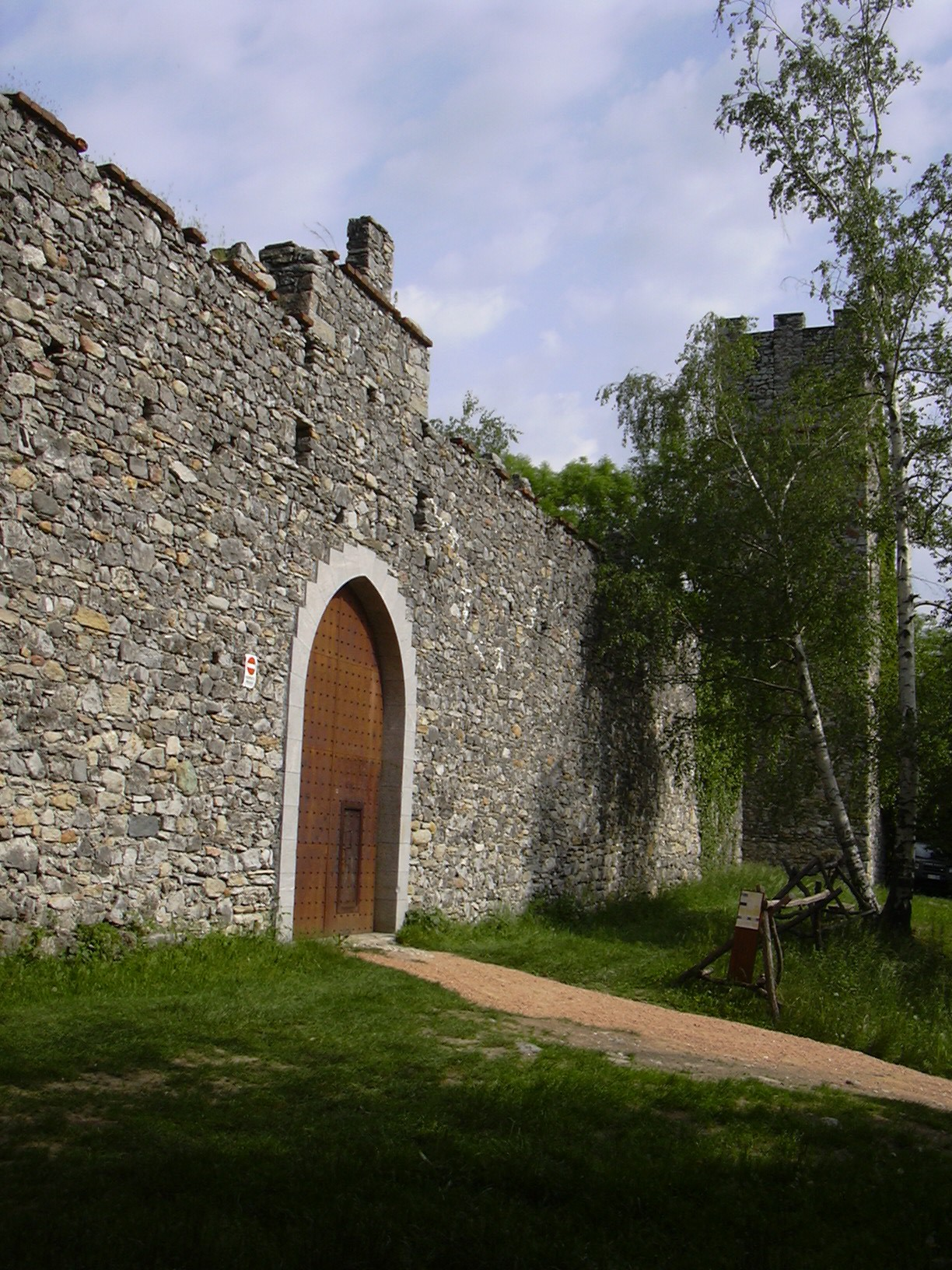
Il portale di accesso

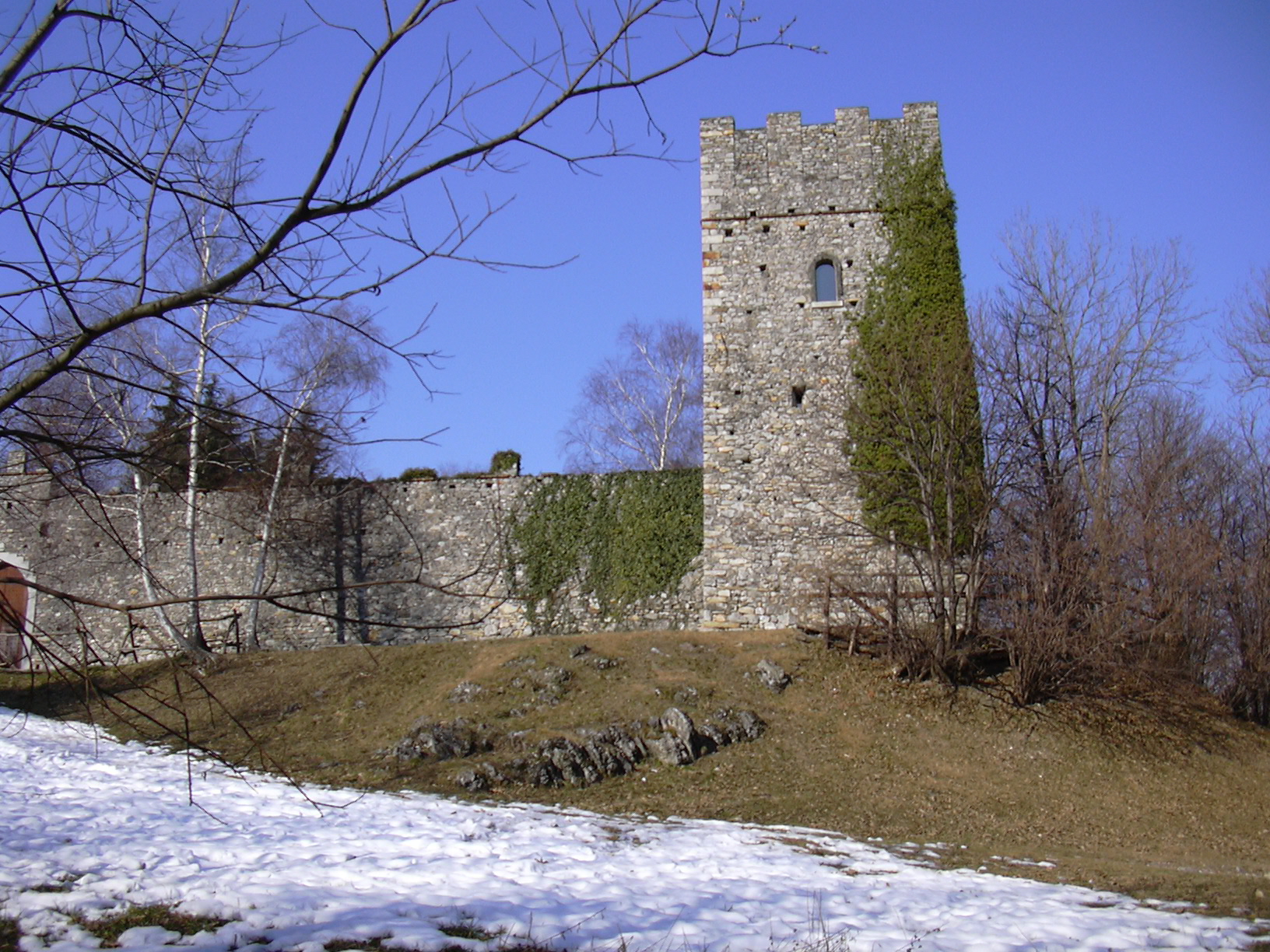
Veduta frontale con la torre Nord-Est

## Storia
Si suppone che il primitivo nucleo fortificato risalga al III-IV sec a.C.; purtroppo oggi non ne rimane alcuna traccia visibile. Come per molte strutture analoghe dell'area insubrica si suppone che il primitivo nucleo fortificato risalga all'epoca tardo imperiale quale punto di osservazione e di comunicazione visiva nella difesa del limes. Di esso tuttavia non ne rimane alcuna traccia.
Le prime notizie certe sono contenute negli atti della Chiesa Plebana di S. Lorenzo in Cuvio e risalgono al marzo 1176.
È comunque assai probabile che esso venne riforticato in epoca longobarda e che fosse sotto il controllo o dei Besozzi (signori di tutta quanta la valle) o dei Cotta (ai quali, nel 1450, Francesco Sforza aveva concesso in feudo la pieve di Valcuvia). In tale ottica fu caposaldo militare nelle lotte tra guelfi e ghibellini che insanguinarono il territorio nel XIII secolo fino alla vittoria del partito ghibellino dei Visconti.
Una rielaborazione della fortificazione si registrò nel XV secolo, periodo a cui è databile la Rocchetta situata nell'ampio cortile interno.
Con la creazione dello stato unitario del Ducato di Milano la rocca perse di importanza strategica, il confine era situato sullo spartiacque alpino, e cadde in progressivo disfacimento.
Con la calata degli svizzeri nel 1512 il castello fu occupato dalle truppe svizzere e per un certo periodo fu inglobato nel territorio della Svizzera fino alla battaglia di Marignano del 1515, quando le truppe del capitano Mondragon li allontanarono dalla valle. Successivamente con la definitiva assegnazione al Ducato di Milano, oramai in mano spagnola, la Rocca venne smantellata.
All'inizio del XX secolo la rocca fu restaurata, ed in parte edificata quasi ex novo dall'allora proprietario Mario Sangalli.
La Rocca è localmente denominata "Roca di Arian"; la leggenda vuole che gli Ariani, cacciati da Milano dal Vescovo Sant'Ambrogio, in seguito alla loro condanna come eresia, si fossero rifugiati in cima al colle che attualmente ospita l'abitato di Santa Maria del Monte.
Sempre secondo la leggenda, gli Ariani occuparono la Rocca di Orino e la presidiarono fino alla conquista del "Forte di Varese" avvenuta nel 389 d.C. da parte delle truppe milanesi. La tradizione locale vuole che gli Ariani furono messi in fuga, oltre che dal sopraggiungere dell'esercito ambrosiano, dall'apparizione della figura di San Lorenzo avvolta nelle fiamme. Gli abitanti, riconoscenti, chiamarono il luogo dell'apparizione “San Lorenzo”.

## Architettura
Di proprietà privata al presente, la Rocca si presenta con un impianto quadrangolare, recinto da un muraglione e difeso da torri, circondato dai boschi.
All'interno dell'ampio cortile, sono presenti una cisterna e, all'angolo nord-ovest, la Rocchetta; quest'ultima, completamente in rovina, presenta all'angolo sud-ovest una torre. La merlatura, sostanzialmente d'invenzione, sopra il muro di cinta dell'ingresso principale è frutto dei restauri compiuti all'inizio del secolo, così come buona parte della torre posta all'angolo nord-est e della torretta rompitratta del muraglione di cinta a nord.